# 10 złotych 90. rocznica odzyskania niepodległości
10 złotych 90. rocznica odzyskania niepodległości – polski banknot kolekcjonerski o nominale dziesięciu złotych, wprowadzony do obiegu 30 października 2008 roku, zarządzeniem z 24 października 2008 r.

## Awers
Na awersie banknotu, z prawej strony widnieje popiersie Józefa Piłsudskiego oglądane z profilu. Część centralną zajmuje widok Pałacu Belwederskiego. Drugi wizerunek Józefa Piłsudskiego, widoczny w lewym dolnym rogu, przedstawia Marszałka, w żołnierskim płaszczu i czapce, oparty o krawędź okopu. Na tej stronie banknotu znajduje się również godło państwa polskiego w jego dzisiejszym kształcie.

## Rewers
Na rewersie banknotu umieszczono wizerunek Orła Białego według wzoru z 1919 r., stosowanego m.in. w latach 1919-1923 na markach polskich. Obok znajduje się kielecki Pomnik Czynu Legionowego w Kielcach, zwany „czwórką strzelecką”, przedstawiający postacie czterech maszerujących w szyku legionistów.

## Nakład
Polska Wytwórnia Papierów Wartościowych wydrukowała 80 000 banknotów, o wymiarach 138 mm x 69 mm, wg projektu Jana Macieja Kopeckiego.

## Opis
Jest to 2. banknot kolekcjonerski wydany przez PWPW i upamiętnienia 90. rocznicę odzyskania niepodległości przez Polskę.

## Zabezpieczenia
Banknot ma zabezpieczenia takie jak:
- wklęsłodruk na stronie przedniej – wyczuwalny dotykiem
- znak wodny – wizerunek Komendanta Józefa Piłsudskiego
- nitka zabezpieczająca z powtarzającym się napisem „10 ZŁ”
- mikrodruk – napisy „NARODOWY BANK POLSKI”, „RZECZPOSPOLITA POLSKA”, „10”, „10 ZŁ”
- recto-verso – elementy wizerunku Komendanta, wydrukowane po obu stronach banknotu, uzupełniają się, tworząc pełny obraz
- efekt kątowy – napis „2008” widoczny w zależności od kąta patrzenia
- farba zmienna optycznie – na odwrotnej stronie banknotu oznaczenie nominału zmienia kolor z fioletoworóżowego na zielony
- znak UV – na stronie odwrotnej numeracja oraz wizerunek odznaczeń wojskowych
- oznaczenie dla niewidomych – wypukły znak „X”